# Liste der Mitglieder des Landtags von Waldeck-Pyrmont 1908–1911
Diese Liste nennt die Liste der Mitglieder des Landtags von Waldeck-Pyrmont 1908–1911.
1852 verabschiedete Fürst Georg Victor die Verfassungsurkunde für die Fürstentümer Waldeck und Pyrmont. Damit wurde ein neues Wahlrecht bestimmt und 1908 der 21. Landtag nach diesem Wahlrecht gewählt. Gewählt wurden 15 Abgeordnete in indirekter Wahl in Mehrpersonenwahlkreisen. Diese Wahlkreise entsprachen den vier Landkreisen, wobei je Kreis vier Abgeordnete gewählt wurden. Ausnahme war Pyrmont, wo drei Abgeordnete gewählt wurden. Rechtsgrundlage der Wahl war das Wahlgesetz vom 17. August 1852 (Wald. Reg. Bl., S. 163) in der Fassung vom 2. August 1856 (Wald. Reg. Bl., S. 75).

## Liste der Abgeordneten
Die so bestimmten Abgeordneten waren: 
| Wahlbezirk           | Abgeordneter        | Anmerkungen            |
| -------------------- | ------------------- | ---------------------- |
| Kreis der Twiste     | Theodor Beinhauer   |                        |
| Kreis der Twiste     | Oskar Schreiber     |                        |
| Kreis der Twiste     | Heinrich Welle      |                        |
| Kreis der Twiste     | Johannes Bach       | Bis 29. November 1909  |
| Kreis der Twiste     | August Beste        | Ab 1910                |
| Kreis des Eisenbergs | Heinrich Böhle      |                        |
| Kreis des Eisenbergs | Christian Köchling  |                        |
| Kreis des Eisenbergs | Christian Zölzer    |                        |
| Kreis des Eisenbergs | Robert Waldeck      | Bis 1909               |
| Kreis des Eisenbergs | Max Hartmann        | 1909 bis 13. Juli 1910 |
| Kreis des Eisenbergs | Friedrich Bangert   | Ab 1910                |
| Kreis der Eder       | Christian Hertel    | Ab 1909 Vizepräsident  |
| Kreis der Eder       | Karl Krüger         |                        |
| Kreis der Eder       | Justus Lippe        |                        |
| Kreis der Eder       | Hermann Waldschmidt |                        |
| Kreis Pyrmont        | Gustav Baumbach     |                        |
| Kreis Pyrmont        | Wilhelm Sievers     |                        |
| Kreis Pyrmont        | Hermann Steinmeyer  |                        |